# Pedro José Carazo y Alvarado
Pedro José Carazo y Alvarado (n. Cartago, Costa Rica, el 28 de mayo de 1781 - m. Cartago, Costa Rica, hacia 1850) fue un político costarricense, firmante del Acta de Independencia de Costa Rica.

## Datos familiares y personales
Fue hijo de don Francisco Carazo Soto y Barahona y doña Ana Jacoba de Alvarado y Baeza, casados el 4 de noviembre de 1770. Su madre fue hermana del presbítero Pedro José de Alvarado y Baeza, vicario eclesiástico de Costa Rica y presidente de la Junta Gubernativa interina que gobernó de diciembre de 1821 a enero de 1822. Se le bautizó con el nombre de Pedro José Bernardino. Hermanos suyos fueron Ana Josefa (26.4.1772) c. 25.8.1799 c. D. Juan de Alvarado; José Lorenzo (11.8.1773) Carazo c.c. Da. María del Rosario Aranda; José Antonio (11.4.1775); José Manuel (23.5.1776 – m. ya en 1807), sacerdote; Fray José Francisco (4.7.1777, m. ya 1807), franciscano; María Hipólita (13.8.1778); José Nicolás Carazo y Alvarado (18.4.1780) Carazo c.c. Da. Escolástica Peralta; José Francisco (4.12.1782); José Joaquín Estanislao (7.5.1784) (Joaquín Carazo y Alvarado) c.c. Da. Ana Francisca de Bonilla; María Jacoba de los Angeles (2.8.1785); María Joaquina (10.12.1787) Loreto Carazo (T. 27.8.1819 – Soltera); María Josefa del Carmen (15.7.1789); Juan Manuel Esteban de J. (26.12.1790 - t. 22.12.1827), sacerdote; María Lucía de Jesús (3.7.1793); María Ramona de Jesús (15.9.1794) c. 11.1816 c. D. Félix Oreamuno y Jiménez, y Apolonio Carazo y Alvarado (m. ya 1807).
Casó en Cartago el 16 de octubre de 1812 con doña Anacleta Ugalde y Alvarado (m. 15 de diciembre de 1870), hija de don Faustino Ugalde y Sandoval y doña Rita de Alvarado y Galarza, de quien no tuvo sucesión. 
Se dedicó a la agricultura y al comercio con Panamá. Además fue teniente coronel de las milicias de Costa Rica.

## Actividades políticas
Fue mayordomo de propios del Ayuntamiento de Cartago en 1806 y 1812, alcalde segundo en 1813, 1816 y 1819, y regidor en 1820-1821. En 1821 fue alcalde primero de Cartago, cargo en cuyo ejercicio suscribió el 29 de octubre el Acta de Independencia de Costa Rica. 
Fue partidario de la anexión de Costa Rica al Imperio Mexicano de don Agustín I. 
Fue alcalde primero constitucional de la ciudad de Cartago en 1824. En 1825 fue elegido como alcalde segundo, pero declinó el cargo.
En las elecciones de 1833 fue elegidor por Cartago y también elector por Térraba y Boruca. En esta última condición emitió el llamado "voto terrabano", a favor de José Rafael de Gallegos y Alvarado, que permitió la elección de este para la jefatura del Estado.
En 1834 fue elegido como diputado por el partido de Santa Cruz, pero declinó el cargo.
Fue administrador de correos de Cartago en 1839.